# ГЕС Піт 1
ГЕС Піт 1 — гідроелектростанція у штаті Каліфорнія (Сполучені Штати Америки). Знаходячись перед ГЕС Піт 3, становить одну із двох станцій верхнього ступеня (поряд з ГЕС Малача) в каскаді у сточищі річки Піт, яка перетинає південну частину Каскадних гір та впадає ліворуч до Сакраменто (завершується у затоці Сан-Франциско).
В межах проекту річку Фолл-Рівер (права притока Піт) за 1,5 км від устя перекрили земляною/кам’яно-накидною греблею висотою 12 метрів та довжиною 179 метрів, яка утримує невелике водосховище з площею поверхні 0,9 км2 та припустимим коливанням рівня у операційному режимі в діапазоні 0,9 метра. 
За 2,5 км вище по течії від греблі на правому березі сховища облаштували бетонну споруду, котра регулює перепуск води до короткого – біля 0,3 км – каналу. Останній переходить у прокладений по правобережжю Піт дериваційний тунель довжиною 3,1 км з перетином 4,3х4 метра. Після відкритого вирівнювального резервуару діаметром 18 метрів (із резервним водоскидом у протікаючу поблизу Піт) починаються два напірні водоводи довжиною по 0,42 км зі спадаючим діаметром від 3,3 до 2,4 метра. 
Основне обладнання станції становлять дві турбіни типу Френсіс загальною потужністю 63 МВт, які використовують перепад висот між верхнім та нижнім б’єфом у 138 метрів та в 2017 році забезпечили виробітку 295 млн кВт-год електроенергії.